# 青蛇電影原聲帶
《青蛇電影原聲帶》（Green Snake Original Motion Picture Soundtrack）是香港電影《青蛇》的原聲帶，1993年11月8日由台灣的滾石唱片發行。

## 背景、製作、特徵和評價
原聲帶由黃霑和雷頌德創作，前者為導演徐克配過多部電影，如《倩女幽魂》，後者為新晉香港音樂人，與黃霑合作過數部電影，如《戰神傳說》。二人的作曲編曲分工並不明確，原聲帶的內頁只標示了部分歌曲的作、編曲崗位擔當。
主唱歌手陳淑樺和辛曉琪均屬滾石唱片旗下，樂師與和聲歌手均為香港人。
配樂按情節分為兩種基調：電影前半段，多洋溢浪漫、輕鬆、夢幻的氣息，如《流光飛舞》、《流水浮燈》、《柳樹細裙兒蕩》等曲；後半段劇情急轉直下，配器則多以鐘、鼓、鑼、鈸等中式敲擊樂器為主，營造緊張或激昂的氛圍，如《水漫金山》、《鬥法》、《治水》等曲。多位論者讚賞其出色的音畫配合，曲風的豐富及試驗性（如印度樂風的《莫呼洛迦》和現代音樂味道重的《人間魔域》）。但新加坡《聯合晚報》的樂評人劉汶錝卻批評《莫呼洛迦》生搬硬套印度音樂，「滑稽」、「粗糙」，「《人生如此》的鬼魅讓人聯想到《倩女幽魂》」、「沒有個性」，《流光飛舞》「不能稱是電影音樂，只不過是一般的流行音樂」。
《人生如此》由雷頌德譜曲，黃霑一聽便採用為開頭和終場的音樂，並指定由辛曉琪主唱。全詞只有31個字，卻花了不少心思，至錄試唱版時仍在修改。
此曲以A小調所寫，特徵是音符稀疏，節奏緩和。粵語版以吉他伴奏；國語版則加入了鐘磬、木魚和笛子。歌詞則被指包含了對人生的思考，以及電影的主題和情感。
《流光飛舞》BPM為90，以D小調寫成，旋律獲形容為柔和、色彩暗淡；西洋式七聲音階，編曲卻用上中樂器，如古箏。歌詞描繪許仙、白蛇、青蛇按劇情一同經歷秋、冬、春三季的心境。在電影中的呈現手法被指如音樂錄影帶，音畫高度配合。此曲由當時在美國讀書的陳淑樺主唱，純音樂部分錄畢，才交給她灌唱。粵語版的配唱製作人為林夕、國語版為黃建昌。
徐克寫好《莫呼洛迦》首句詞後，要求黃霑寫一首中國味道的印度歌。黃霑沒有寫過這種曲風，但自小就喜歡印度民族音樂如拉維·香卡的作品，當下便複習大量錫塔琴演奏樂和尼泊爾音樂尋找靈感。成品是首BPM為108的舞曲，樂器突出錫塔琴、塔布拉鼓和塔姆布拉琴，並運用了印度樂的打擊節奏，旋律上被指以滑音和裝飾音摸彷印度樂的微分音。辛曉琪是大學聲學系畢業生，初進入流行樂界時嘗試過不同曲風的歌，包括此曲。有論者指其「忽高忽低」的吟唱摸彷了印度樂的拉格。
歌曲搭配青蛇跟一群妓女跳舞的場景，描繪青蛇初成人形時天真無邪的心境。「莫呼洛迦」是佛典中的音樂之神和蟒蛇之神，亦跟劇情脗合。

## 曲目列表
| 曲序 | 曲目             | 时长 |
| ---- | ---------------- | ---- |
| 1.   | 流光飛舞（國語） | 3:06 |
| 2.   | 人生如此（國語） | 2:27 |
| 3.   | 人間魔域         | 2:06 |
| 4.   | 降妖             | 3:43 |
| 5.   | 莫呼洛迦（國語） | 3:01 |
| 6.   | 心魔             | 1:13 |
| 7.   | 心如明鏡         | 1:41 |
| 8.   | 思情             | 3:04 |
| 9.   | 治水             | 2:07 |
| 10.  | 初遇             | 1:51 |
| 11.  | 流水浮燈         | 1:50 |
| 12.  | 莫呼洛迦（粵语） | 3:00 |
| 13.  | 柳樹細裙兒蕩     | 1:39 |
| 14.  | 識情             | 1:25 |
| 15.  | 流光飛舞（粵语） | 3:07 |
| 16.  | 尋夫             | 2:12 |
| 17.  | 水漫金山         | 2:21 |
| 18.  | 鬥法             | 1:37 |
| 19.  | 此恨綿綿         | 1:37 |
| 20.  | 人生如此（粵语） | 2:29 |

### 詳細創作分工
| 性質   | 歌名               | 作曲   | 作詞       | 編曲   | 演唱者           |
| ------ | ------------------ | ------ | ---------- | ------ | ---------------- |
| 主題曲 | 流光飛舞（國、粵） | 黄霑   | 黄霑       | 雷頌德 | 陳淑樺           |
| 插曲   | 人生如此（國、粵） | 雷頌德 | 黄霑       | 雷頌德 | 辛曉琪、女和聲團 |
| 插曲   | 莫呼洛迦（國、粵） | 黄霑   | 黄霑、徐克 | 雷頌德 | 辛曉琪           |
| 插曲   | 人間魔域           | 雷頌德 |            | 雷頌德 |                  |

## 製作群
- 原著音樂：黃霑、雷頌德
- 樂師：Joey Villanueva（吉他）、譚寶碩（笛子）、黃安源（二胡）、蔡潔儀（古箏）、宋錦成（敲擊）等
- 和聲歌手：譚錫禧、白嘉倩、周小君、Mary Chan等
- 錄音、混音：梁家麟；母帶後期製作：周世暉
- 平面美術設計指導：王智弘、蕭青陽